# احتياطيات النفط في روسيا
كانت هناك تقديرات شديدة التفاوت لاحتياطيات النفط المؤكدة في روسيا. شملت معظم التقديرات احتياطيات سيبيريا الغربية فقط، والتي تم استغلالها منذ سبعينيات القرن العشرين وتوفر ثلثي النفط الروسي. مع ذلك، هناك احتياطيات ضخمة محتملة في أماكن أخرى. في عام 2005، قدّرت وزارة الموارد الطبيعية الروسية وجود 4.7 مليار برميل (0.75×109 م3) من النفط في سيبيريا الشرقية. في يوليو 2013، أتاحت وزارة الموارد الطبيعية الروسية تقديرات رسمية للاحتياطيات للمرة الأولى. وفقًا لوزير الموارد الطبيعية الروسي سيرغي دونسكوي، اعتبارًا من 1 يناير 2012، بلغت احتياطيات النفط القابلة للاستخراج في روسيا تحت فئة إيه بي سي1 (ما يعادل الاحتياطيات المؤكدة) 17.8 مليار طن واحتياطيات الفئة سي2 (ما يعادل الاحتياطيات المحتملة والمتوقعة) 10.9 مليار طن.

## التاريخ
كان فرمان سلمانوف جيولوجيًا أذربيجانيًا اشتهر باكتشافه حقولًا نفطية كبيرة في سيبيريا الغربية في منطقة تيومين أوبلاست عام 1961.

## الإنتاج
بعد انهيار الاتحاد السوفيتي، انخفض إنتاج النفط الروسي بشكل حاد، ولم ينتعش إلا في السنوات القليلة الماضية. وصل الاتحاد السوفييتي إلى ذروة بلغت 12.58 مليون برميل يوميًا (2.000×106 م3/يوم) من إجمالي السوائل في عام 1988، وانخفض الإنتاج إلى نحو 6 ملايين برميل يوميًا (950×103 م3/يوم) بحلول منتصف تسعينيات القرن العشرين. بدأ التحول في إنتاج النفط الروسي في عام 1999، والذي يعزوه العديد من المحللين إلى خصخصة الصناعة، بالإضافة إلى ارتفاع أسعار النفط العالمية واستخدام التكنولوجيا اليابانية وتجديد حقول النفط القديمة. بحلول عام 2007، تعافى الإنتاج الروسي إلى 9.8 مليون برميل يوميًا (1.56 × 106 م3/يوم)، ولكنه كان ينمو بمعدل أبطأ من الفترة ما بين 2002-2004. في عام 2008، انخفض الإنتاج بنسبة 1% في الربع الأول من العام وقال نائب رئيس شركة لوك أويل ليونيد فيدون إنه يجب إنفاق تريليون دولار على تطوير احتياطيات جديدة إذا ما وجب الحفاظ على مستويات الإنتاج الحالية. يزعم رئيس تحرير مجلة راشان بيتروليوم إنفيستور أن الإنتاج الروسي بلغ ذروة ثانوية في عام 2007.
في عام 2007، أنتجت روسيا نحو 9,8 مليون برميل يوميًا (1.56×106 م3/يوم) من السوائل، واستهلكت نحو 2.8 مليون برميل يوميًا (450×103 م3/يوم) من السوائل، وصدّرت (صافيًا) نحو 7 ملايين برميل يوميًا (1.1×106 م3/يوم). صُدر أكثر من 70% من إنتاج النفط الروسي، بينما كُرر ما تبقى (30%) محليًا. في أوائل عام 2008، أفادت التقارير أن المسؤولين الروس قلقون لأن إنتاج النفط بدأ ينخفض مرة أخرى في عام 2008 بعد ارتفاعه بنسبة 2% فقط خلال عام 2007. اقترحت الحكومة الروسية تخفيض الضرائب على النفط في محاولة لتحفيز الإنتاج.
بحلول عام 2011، ارتفع إنتاج النفط الروسي إلى 10.54 مليون برميل يوميًا (1.676 × 106 م3/يوم). تعد بذلك ثاني أكبر مصدر للنفط في العالم.
في أكتوبر 2018، ارتفع إنتاج روسيا للنفط الخام إلى 11.61 مليون برميل يوميًا (1.846 × 106 م3/يوم)، وهو رقم قياسي جديد بعد انهيار الاتحاد السوفيتي.

## تقديرات الاحتياطي
يستند تصنيف إيه بي سي 1 إلى النظام الروسي، وهو أكثر تصنيف يعادل الاحتياطيات المؤكدة لجمعية مهندسي البترول. يعتبره البعض أقل صرامة إلى حد ما من الاحتياطيات المؤكدة لجمعية مهندسي البترول.
في 29 سبتمبر 2014، قال رئيس اتحاد منتجي النفط والغاز في روسيا غينادي شمال في مؤتمر صحفي إن احتياطيات النفط المكتشفة في روسيا «إيه بي سي1» تبلغ 17.8 مليار طن (17.8×1012 م3). قال إن احتياطيات سي2 تبلغ 8 مليارات طن. يشير التصنيف الروسي إيه بي سي1 إلى الاحتياطيات المؤكدة (مؤكدة منتجة مطورة، مؤكدة غير منتجة مطورة، مؤكدة غير مطورة)، بينما يشير تصنيف سي2 إلى الاحتياطيات المحتملة والمتوقعة.
النفط المحكم (الصخري)
يُعتقد أن هناك احتياطيات كبيرة من النفط المحكم غير التقليدي مثل الموجود في تكوين بازينوف في غرب سيبيريا. تشير تقديرات شركة وود ماكنزي لتكوين بازينوف إلى أنه يحتوي على 2 تريليون برميل من النفط في المكان؛ ونسب الاستخراج الممكنة غير معروفة.